# Alex (football, 1983)
Pour les articles homonymes, voir Alex.
Alex Antônio de Melo Santos, ou plus simplement Alex, (né le 16 avril 1983) est un joueur de football brésilien.

## Palmarès
- Kashima Antlers:
  - Coupe de la Ligue: Vainqueur en 2011 et 2012[1],[2]